# Atiesse Calcio a 5
L'Associazione Sportiva Dilettantistica Atiesse Calcio a 5 è stata una società italiana di calcio a 5 con sede a Quartu Sant'Elena.

## Storia
La società è stata fondata nel 1998 con il nome di Gruppo Sportivo A.T.S. Calcetto Quartu dall'allora presidente Vincenzo Frongia che affida la guida tecnica della squadra a Pierpaolo Costa.
La squadra si presenta subito con i favori del pronostico e per tutto il campionato di serie C1 mantiene la prima posizione senza perdere mai una partita conseguendo la promozione in Serie B a spese dell'Oristano nella finale in campo neutro giocata a Siurgus Donigala.
L'anno successivo (campionato 2000-01) l'ATS partecipa al campionato nazionale di serie B. Alla guida della squadra viene chiamato Davide Mura, ex giocatore della Delfino e della Nazionale. Con lui arrivano Fabrizio Vacca, Vito Ragno, Mario Mura, Franco Mura, Antonello Nastasi ed Emanuele Sanna, tutti giocatori con esperienza nel campionato di serie A. 
Nonostante le premesse al termine del girone di andata la squadra occupa il penultimo posto: esce però la determinazione del gruppo storico della promozione, che riabilitato dalla fiducia tecnica del mister Mura e paradossalmente favorito dalle defezioni di alcuni nuovi acquisti, conquista la salvezza alla penultima giornata.
Nell'estate del 2004 la società si fonde col Cagliari Calcetto (12º nel girone B del precedente campionato di Serie A2 e retrocessa nella stessa categoria dell'ATS) dando vita all'ATS Cagliari Calcio a Cinque assumendone i colori sociali rosso e blu.
Nell'estate del 2005 acquisisce il titolo sportivo della storica Delfino Cagliari, iscrivendosi così al campionato di Serie A2 e includendone la data di fondazione nel proprio logo societario. La società ripristina la denominazione (ATS Città di Quartu) e i colori sociali originari (bianco-verde) ma si appropria della data di fondazione della società gialloblù (1983). 
Nella stagione 2008-09 la società, diventata nel frattempo Atiesse Calcio a 5 ritornando ai colori rosso-blu si classifica seconda al termine del campionato ma, in seguito alla penalizzazione di 10 punti comminata alla capolista Kaos Futsal, è promossa in Serie A proprio al posto degli emiliani. In cerca di nuovi partner per essere competitivi anche nella massima serie, nell'estate del 2009 si registra la fusione con l'Assemini Calcio a 5.
Dopo appena due stagioni nella massima categoria, al termine della stagione 2010-11 conclusasi con la retrocessione, la società non ha presentato domanda di iscrizione alla Serie A2 preferendo ripartire dalle categorie regionali.
Con una giornata di anticipo, il 9 marzo 2013 vince il campionato regionale di Serie C1 tornando a partecipare ai campionati nazionali a due anni di distanza dall'ultima apparizione.

## Organigramma
- Presidente: Guido Accardi
- Addetto Stampa: Paolo Melis
- Allenatore prima squadra: Tony Petruso
- Allenatore under21: Leandro Perra
- Collaboratori logistica-tecnica: Morgan Mura

## Le società confluite nell'Atiesse
- Del Cagliari Calcetto, fondato nel 1991 come "Mario Siddi"[4], la squadra quartese porta oggi sulle maglie lo stemma. La società disputò cinque campionati di Serie A: 1998-99; 1999-00 (come Crocchias Cagliari); 2000-01, 2001-02, 2002-03 (come Alimenti Sardi Cagliari).
- Il palmarès dell'Assemini Calcio a 5, limitato ai campionati nazionali, comprende la vittoria di un campionato di Serie B (2007-08) e la partecipazione ad un campionato di Serie A2 (2008-09).